# Collegio di Livingston
Livingston è un collegio elettorale scozzese della Camera dei Comuni del Parlamento del Regno Unito. Elegge un membro del Parlamento con il sistema maggioritario a turno unico; rappresentante del collegio, dal 2024, è il laburista Gregor Poynton.

## Confini
- 1983-1997: le divisioni elettorali del distretto del Lothian Occidentale di Broxburn, Calders, Livingston North e Livingston South e il ward della città di Edimburgo di Kirkliston.
- 1997-2005: le divisioni elettorali del distretto del Lothian Occidentale di Broxburn/Uphall, Craigshill/Ladywell, Deans/Knightsridge, Dedridge/West Calder e Murieston/East Calder.
- dal 2005: l'area del Consiglio del Lothian Occidentale eccetto il collegio di Linlithgow and East Falkirk.

Il collegio copre la porzione orientale dell'area del Lothian Occidentale, ed è dominato da Livingston. Confina con i collegi di Edinburgh West, Edinburgh South West, Lanark and Hamilton East, Airdrie and Shotts e Linlithgow and East Falkirk.
Fu creato nel 1983 da parti dei collegi di Midlothian e West Lothian.

## Membri del Parlamento
| Elezione | Elezione       | Deputato       | Partito   |
| -------- | -------------- | -------------- | --------- |
|          | 1983           | Robin Cook     | Laburista |
| 2005 (S) | Jim Devine     |                | Laburista |
| 2010     | Graeme Morrice |                | Laburista |
|          | 2015           | Hannah Bardell | SNP       |
|          | 2024           | Gregor Poynton | Laburista |

## Risultati elettorali

### Elezioni negli anni 2020
| Partito                    | Partito                                  | Candidato                  | Risultati 4 luglio 2024 | Risultati 4 luglio 2024 |
| Partito                    | Partito                                  | Candidato                  | Voti                    | %                       |
| -------------------------- | ---------------------------------------- | -------------------------- | ----------------------- | ----------------------- |
|                            | Laburista                                | Gregor Poynton             | 18 324                  | 40,87                   |
|                            | SNP                                      | Hannah Bardell             | 14 796                  | 33,00                   |
|                            | Reform UK                                | David McLennan             | 3 977                   | 8,87                    |
|                            | Conservatore                             | Damian Doran-Timson        | 3 469                   | 7,74                    |
|                            | Lib Dem                                  | Caron Lindsay              | 2 025                   | 4,52                    |
|                            | Verde                                    | Cameron Glasgow            | 1 704                   | 3,80                    |
|                            | Alba                                     | Debbie Ewen                | 545                     | 1,22                    |
|                            |                                          |                            |                         |                         |
| Iscritti                   | Iscritti                                 | Iscritti                   | 78 043                  | 100,00                  |
| ↳ Votanti (% su iscritti)  | ↳ Votanti (% su iscritti)                | ↳ Votanti (% su iscritti)  | 44 840                  | 57,46                   |
| ↳ Astenuti (% su iscritti) | ↳ Astenuti (% su iscritti)               | ↳ Astenuti (% su iscritti) | 33 203                  | 42,54                   |
|                            |                                          |                            |                         |                         |
|                            | Esito: collegio passa da SNP a Laburista |                            |                         |                         |

### Elezioni negli anni 2010
| Partito                    | Partito                          | Candidato                  | Risultati 12 dicembre 2019 | Risultati 12 dicembre 2019 |
| Partito                    | Partito                          | Candidato                  | Voti                       | %                          |
| -------------------------- | -------------------------------- | -------------------------- | -------------------------- | -------------------------- |
|                            | SNP                              | Hannah Bardell             | 25 617                     | 46,92                      |
|                            | Conservatore                     | Damian Timson              | 12 182                     | 22,31                      |
|                            | Laburista                        | Caitlin Kane               | 11 915                     | 21,83                      |
|                            | Lib Dem                          | Charles Dundas             | 3 457                      | 6,33                       |
|                            | Verdi                            | Cameron Glasgow            | 1 421                      | 2,60                       |
|                            |                                  |                            |                            |                            |
| Iscritti                   | Iscritti                         | Iscritti                   | 82 285                     | 100,00                     |
| ↳ Votanti (% su iscritti)  | ↳ Votanti (% su iscritti)        | ↳ Votanti (% su iscritti)  | 54 592                     | 66,35                      |
| ↳ Astenuti (% su iscritti) | ↳ Astenuti (% su iscritti)       | ↳ Astenuti (% su iscritti) | 27 693                     | 33,65                      |
|                            |                                  |                            |                            |                            |
|                            | Esito: collegio confermato a SNP |                            |                            |                            |

| Partito                    | Partito                          | Candidato                  | Risultati 8 giugno 2017 | Risultati 8 giugno 2017 |
| Partito                    | Partito                          | Candidato                  | Voti                    | %                       |
| -------------------------- | -------------------------------- | -------------------------- | ----------------------- | ----------------------- |
|                            | SNP                              | Hannah Bardell             | 21 036                  | 40,06                   |
|                            | Laburista                        | Rhea Wolfson               | 17 158                  | 32,68                   |
|                            | Conservatore                     | Damian Timson              | 12 799                  | 24,38                   |
|                            | Lib Dem                          | Charles Dundas             | 1 512                   | 2,88                    |
|                            |                                  |                            |                         |                         |
| Iscritti                   | Iscritti                         | Iscritti                   | 81 151                  | 100,00                  |
| ↳ Votanti (% su iscritti)  | ↳ Votanti (% su iscritti)        | ↳ Votanti (% su iscritti)  | 52 505                  | 64,70                   |
| ↳ Astenuti (% su iscritti) | ↳ Astenuti (% su iscritti)       | ↳ Astenuti (% su iscritti) | 28 646                  | 35,30                   |
|                            |                                  |                            |                         |                         |
|                            | Esito: collegio confermato a SNP |                            |                         |                         |

| Partito                    | Partito                                  | Candidato                  | Risultati 7 maggio 2015 | Risultati 7 maggio 2015 |
| Partito                    | Partito                                  | Candidato                  | Voti                    | %                       |
| -------------------------- | ---------------------------------------- | -------------------------- | ----------------------- | ----------------------- |
|                            | SNP                                      | Hannah Bardell             | 32 736                  | 56,89                   |
|                            | Laburista                                | Graeme Morrice             | 15 893                  | 27,62                   |
|                            | Conservatore                             | Chris Donnelly             | 5 929                   | 10,30                   |
|                            | UKIP                                     | Nathan Somerville          | 1 757                   | 3,05                    |
|                            | Lib Dem                                  | Charles Dundas             | 1 232                   | 2,14                    |
|                            |                                          |                            |                         |                         |
| Iscritti                   | Iscritti                                 | Iscritti                   | 82 327                  | 100,00                  |
| ↳ Votanti (% su iscritti)  | ↳ Votanti (% su iscritti)                | ↳ Votanti (% su iscritti)  | 57 547                  | 69,90                   |
| ↳ Astenuti (% su iscritti) | ↳ Astenuti (% su iscritti)               | ↳ Astenuti (% su iscritti) | 24 780                  | 30,10                   |
|                            |                                          |                            |                         |                         |
|                            | Esito: collegio passa da Laburista a SNP |                            |                         |                         |

| Partito                    | Partito                                | Candidato                  | Risultati 6 maggio 2010 | Risultati 6 maggio 2010 |
| Partito                    | Partito                                | Candidato                  | Voti                    | %                       |
| -------------------------- | -------------------------------------- | -------------------------- | ----------------------- | ----------------------- |
|                            | Laburista                              | Graeme Morrice             | 23 215                  | 48,46                   |
|                            | SNP                                    | Lis Bardell                | 12 424                  | 25,93                   |
|                            | Lib Dem                                | Charles Dundas             | 5 316                   | 11,10                   |
|                            | Conservatore                           | Alison Adamson-Ross        | 5 158                   | 10,77                   |
|                            | BNP                                    | David Orr                  | 960                     | 2,00                    |
|                            | UKIP                                   | Alistair Forrest           | 443                     | 0,92                    |
|                            | Socialista                             | Ally Hendryn               | 242                     | 0,51                    |
|                            | Indipendente                           | Jim Slavin                 | 149                     | 0,31                    |
|                            |                                        |                            |                         |                         |
| Iscritti                   | Iscritti                               | Iscritti                   | 75 922                  | 100,00                  |
| ↳ Votanti (% su iscritti)  | ↳ Votanti (% su iscritti)              | ↳ Votanti (% su iscritti)  | 47 907                  | 63,10                   |
| ↳ Astenuti (% su iscritti) | ↳ Astenuti (% su iscritti)             | ↳ Astenuti (% su iscritti) | 28 015                  | 36,90                   |
|                            |                                        |                            |                         |                         |
|                            | Esito: collegio confermato a Laburista |                            |                         |                         |

### Elezioni negli anni 2000
| Partito                    | Partito                                | Candidato                  | Risultati 29 settembre 2005 | Risultati 29 settembre 2005 |
| Partito                    | Partito                                | Candidato                  | Voti                        | %                           |
| -------------------------- | -------------------------------------- | -------------------------- | --------------------------- | --------------------------- |
|                            | Laburista                              | Jim Devine                 | 12 319                      | 41,79                       |
|                            | SNP                                    | Angela Constance           | 9 639                       | 32,70                       |
|                            | Lib Dem                                | Charles Dundas             | 4 362                       | 14,80                       |
|                            | Conservatore                           | Gordon Lindhurst           | 1 993                       | 6,76                        |
|                            | Verdi                                  | David Robertson            | 529                         | 1,79                        |
|                            | Socialista                             | Steven Nimmo               | 407                         | 1,38                        |
|                            | UKIP                                   | Peter Adams                | 108                         | 0,37                        |
|                            | Indipendente                           | Melville Brown             | 55                          | 0,19                        |
|                            | Alliance for Change                    | John Allman                | 33                          | 0,11                        |
|                            | Socialista (GB)                        | Brian Gardner              | 32                          | 0,11                        |
|                            |                                        |                            |                             |                             |
| Iscritti                   | Iscritti                               | Iscritti                   | 76 365                      | 100,00                      |
| ↳ Votanti (% su iscritti)  | ↳ Votanti (% su iscritti)              | ↳ Votanti (% su iscritti)  | 29 477                      | 38,60                       |
| ↳ Astenuti (% su iscritti) | ↳ Astenuti (% su iscritti)             | ↳ Astenuti (% su iscritti) | 46 888                      | 61,40                       |
|                            |                                        |                            |                             |                             |
|                            | Esito: collegio confermato a Laburista |                            |                             |                             |

| Partito                    | Partito                                | Candidato                  | Risultati 5 maggio 2005 | Risultati 5 maggio 2005 |
| Partito                    | Partito                                | Candidato                  | Voti                    | %                       |
| -------------------------- | -------------------------------------- | -------------------------- | ----------------------- | ----------------------- |
|                            | Laburista                              | Robin Cook                 | 22 657                  | 51,10                   |
|                            | SNP                                    | Angela Constance           | 9 560                   | 21,56                   |
|                            | Lib Dem                                | Charles Dundas             | 6 832                   | 15,41                   |
|                            | Conservatore                           | Alison Ross                | 4 499                   | 10,15                   |
|                            | Socialista                             | Steven Nimmo               | 789                     | 1,78                    |
|                            |                                        |                            |                         |                         |
| Iscritti                   | Iscritti                               | Iscritti                   | 76 311                  | 100,00                  |
| ↳ Votanti (% su iscritti)  | ↳ Votanti (% su iscritti)              | ↳ Votanti (% su iscritti)  | 44 337                  | 58,10                   |
| ↳ Astenuti (% su iscritti) | ↳ Astenuti (% su iscritti)             | ↳ Astenuti (% su iscritti) | 31 974                  | 41,90                   |
|                            |                                        |                            |                         |                         |
|                            | Esito: collegio confermato a Laburista |                            |                         |                         |

| Partito                    | Partito                                | Candidato                  | Risultati 7 giugno 2001 | Risultati 7 giugno 2001 |
| Partito                    | Partito                                | Candidato                  | Voti                    | %                       |
| -------------------------- | -------------------------------------- | -------------------------- | ----------------------- | ----------------------- |
|                            | Laburista                              | Robin Cook                 | 19 108                  | 53,03                   |
|                            | SNP                                    | Graham Sutherland          | 8 492                   | 23,57                   |
|                            | Lib Dem                                | Gordon Mackenzie           | 3 969                   | 11,01                   |
|                            | Conservatore                           | Ian Mowat                  | 2 995                   | 8,31                    |
|                            | Socialista                             | Wendy Milne                | 1 110                   | 3,08                    |
|                            | UKIP                                   | Robert Kingdon             | 359                     | 1,00                    |
|                            |                                        |                            |                         |                         |
| Iscritti                   | Iscritti                               | Iscritti                   | 64 807                  | 100,00                  |
| ↳ Votanti (% su iscritti)  | ↳ Votanti (% su iscritti)              | ↳ Votanti (% su iscritti)  | 36 033                  | 55,60                   |
| ↳ Astenuti (% su iscritti) | ↳ Astenuti (% su iscritti)             | ↳ Astenuti (% su iscritti) | 28 774                  | 44,40                   |
|                            |                                        |                            |                         |                         |
|                            | Esito: collegio confermato a Laburista |                            |                         |                         |

## Risultati dei referendum

### Referendum sulla permanenza del Regno Unito nell'Unione europea del 2016
|        | Collegio    | Lasciare UE % | Rimanere in UE % |
| ------ | ----------- | ------------- | ---------------- |
|        | Livingston  | 43,8%         | 56,2%            |
| Scozia | 38,0%       | 62,0%         |                  |
|        | Regno Unito | 51,9%         | 48,1%            |